# بلايث فالي (دائرة انتخابية في المملكة المتحدة)
بلايث فالي (بالإنجليزية: Blyth Valley)‏ هي إحدى الدوائر الانتخابية في المملكة المتحدة الممثلة في مجلس العموم في برلمان المملكة المتحدة.
عضو البرلمان الذي يمثلها حالياً هو :Mr Ronnie Campbell (Lab).